# 조제 데니송 시우바 두스 산투스
조제 데니송 시우바 두스 산투스(포르투갈어: José Denisson Silva dos Santos, 1997년 11월 29일~)는 브라질의 축구 선수이다.

## 참고 문헌
- “조제 데니송 시우바 두스 산투스”. 《충남 아산 FC》. 충남아산프로축구단.